# Odontopodisma rubripes
Odontopodisma rubripes es una especie de ortóptero celífero de la familia Acrididae endémica de Hungría. Su estado de conservación es vulnerable.